# Aemilius Aemilianus (Tribun)
Aemilius Aemilianus (sein Praenomen ist nicht bekannt) war ein im 3. Jahrhundert n. Chr. lebender Angehöriger des römischen Ritterstandes (Eques).
Durch eine Weihinschrift, die beim Kastell Habitancum gefunden wurde, ist belegt, dass Aemilianus Tribun der Cohors I Vangionum war, die in der Provinz Britannia stationiert war. Aus der Inschrift geht auch hervor, dass er gleichzeitig eine vexillatio Gaesatorum Raetorum kommandiert hat.

## Datierung
Die Inschrift wird bei der EDCS und bei der EDH auf 201/300 datiert. Die Roman Inscriptions of Britain datieren die Inschrift ebenfalls in das 3. Jahrhundert.